# Parc de la Colombière
Le parc de la Colombière est un parc public boisé de 33 hectares du XVIIe siècle, de style jardin à la française à Dijon en Côte-d'Or en Bourgogne-Franche-Comté. Il est classé aux monuments historiques depuis 1925.
Le parc est situé dans le Quartier Chevreul-Parc dans le sud de Dijon.

## Historique
En 1672 ce parc à l'origine privé, est créé au bord de l'Ouche par le prince de Condé et gouverneur de Bourgogne Louis II de Bourbon-Condé (le Grand Condé). Il est relié au centre-ville de Dijon par les Allées du Parc, comprenant le Cours du Parc, puis son prolongement, le Cours du Général de Gaulle (dans ce parc passe la voie romaine Via Agrippa du Ier siècle qui relie Langres à Chalon-sur-Saône). 
En 1683 environ 10 000 charmilles et 500 buis sont plantés, puis l'année suivante 8 000 charmes et 200 lilas, suivi en 1685 par 140 épicéas et 140 ifs... Alors arrivé à sa forme actuelle (à part les marronniers), le Prince de Condé en concède le libre accès aux Dijonnais.
Le fils du précédent, le duc d'Enghien et gouverneur de Bourgogne Henri Jules de Bourbon-Condé fait construire le Castel de la Colombière (ancienne propriété des Princes de Condé) de l'autre côté de l'Ouche relié par une passerelle au parc dont il poursuit l'aménagement avec le paysagiste Antoine de Maerle (élève et disciple d'André Le Nôtre, jardinier paysagiste du roi Louis XIV de France). Le parc est dessiné et planté selon les principes du « jardin à la française » : seize allées (huit larges et huit étroites) rayonnent à partir d'un rond-point central dans la perspective de la façade du Castel, reliées entre elles par une allée octogonale qui contourne le parc.

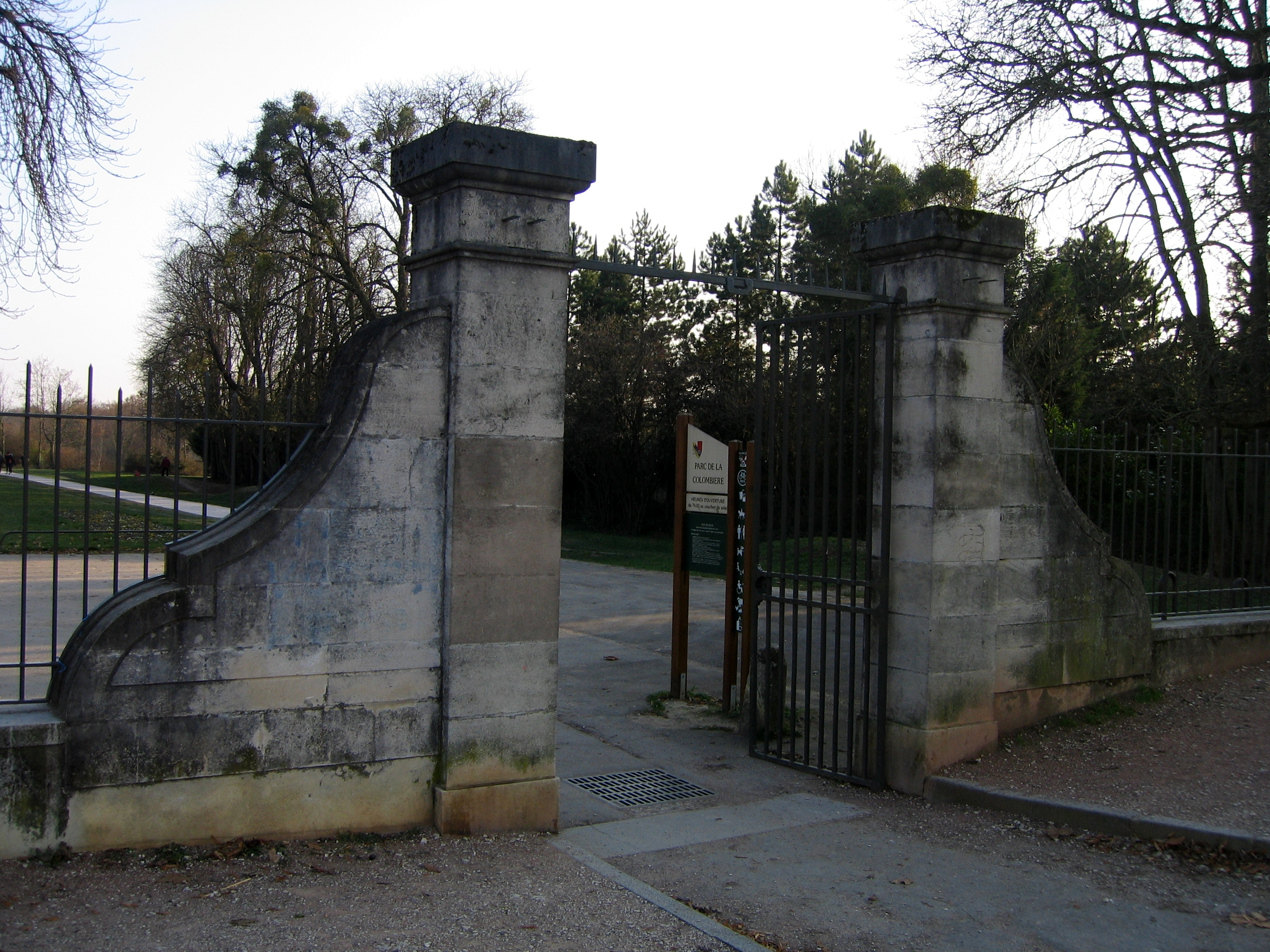
Une des entrées du parc
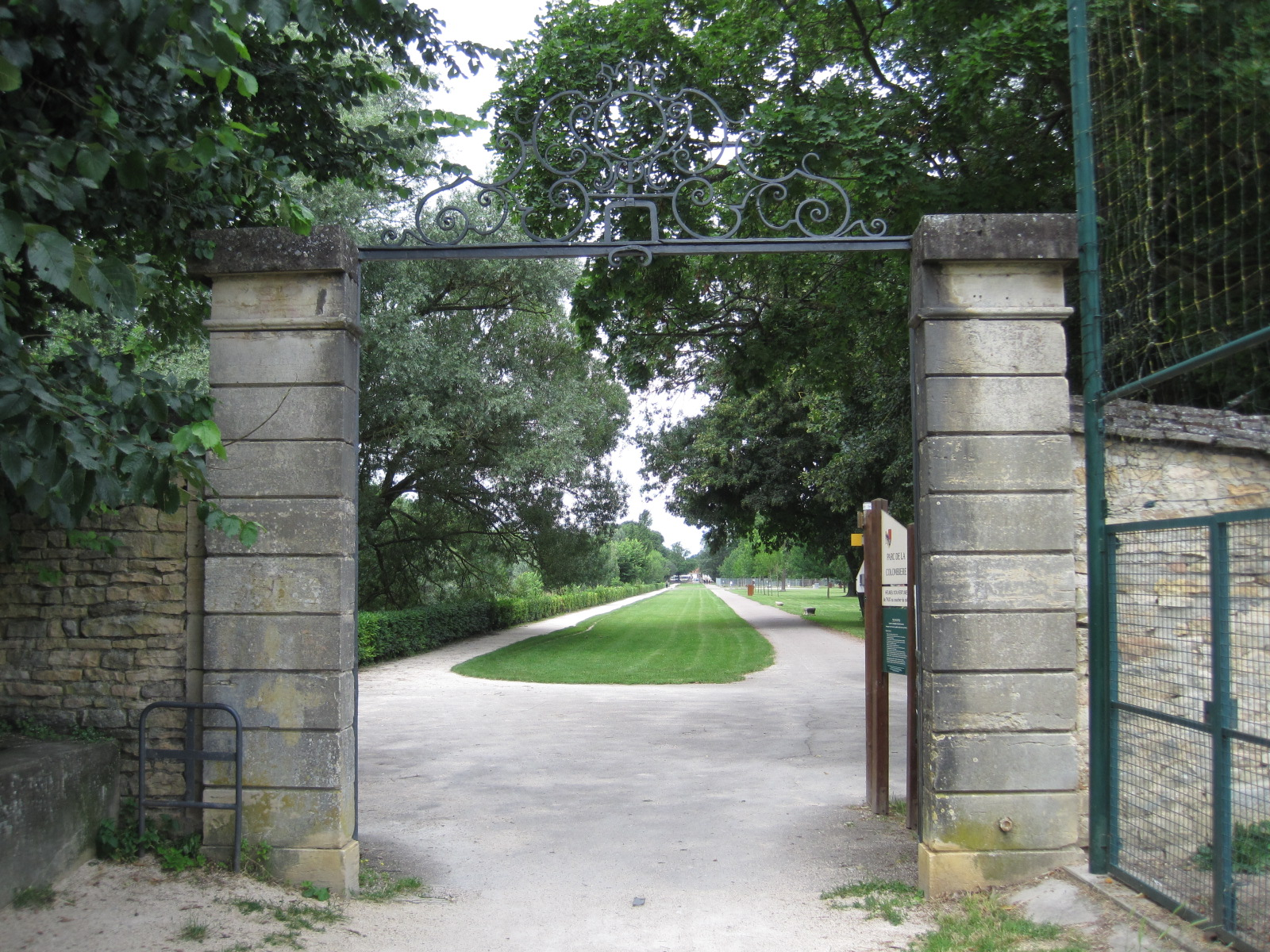
Une des entrées du parc
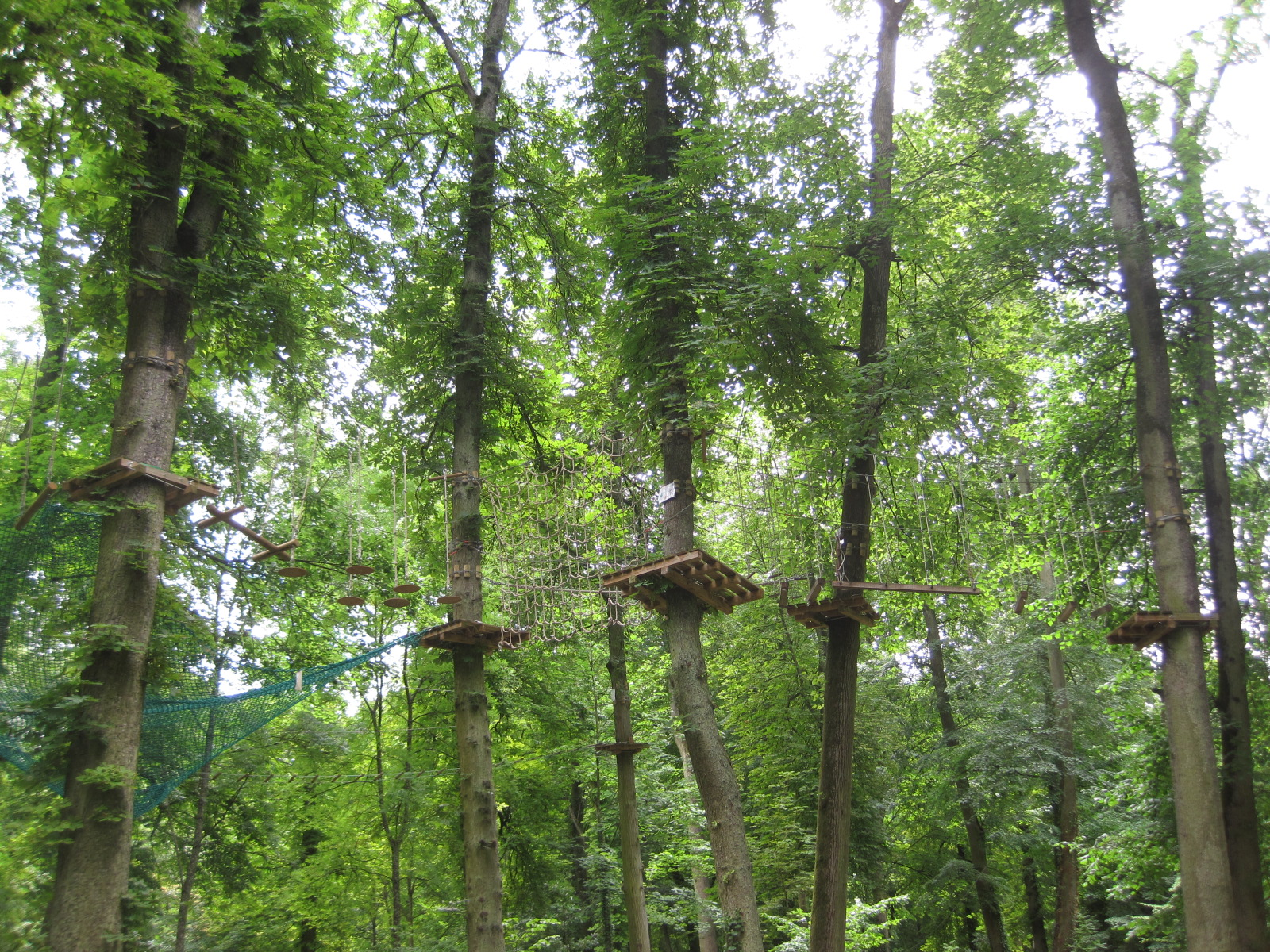
Via ferrata forestière
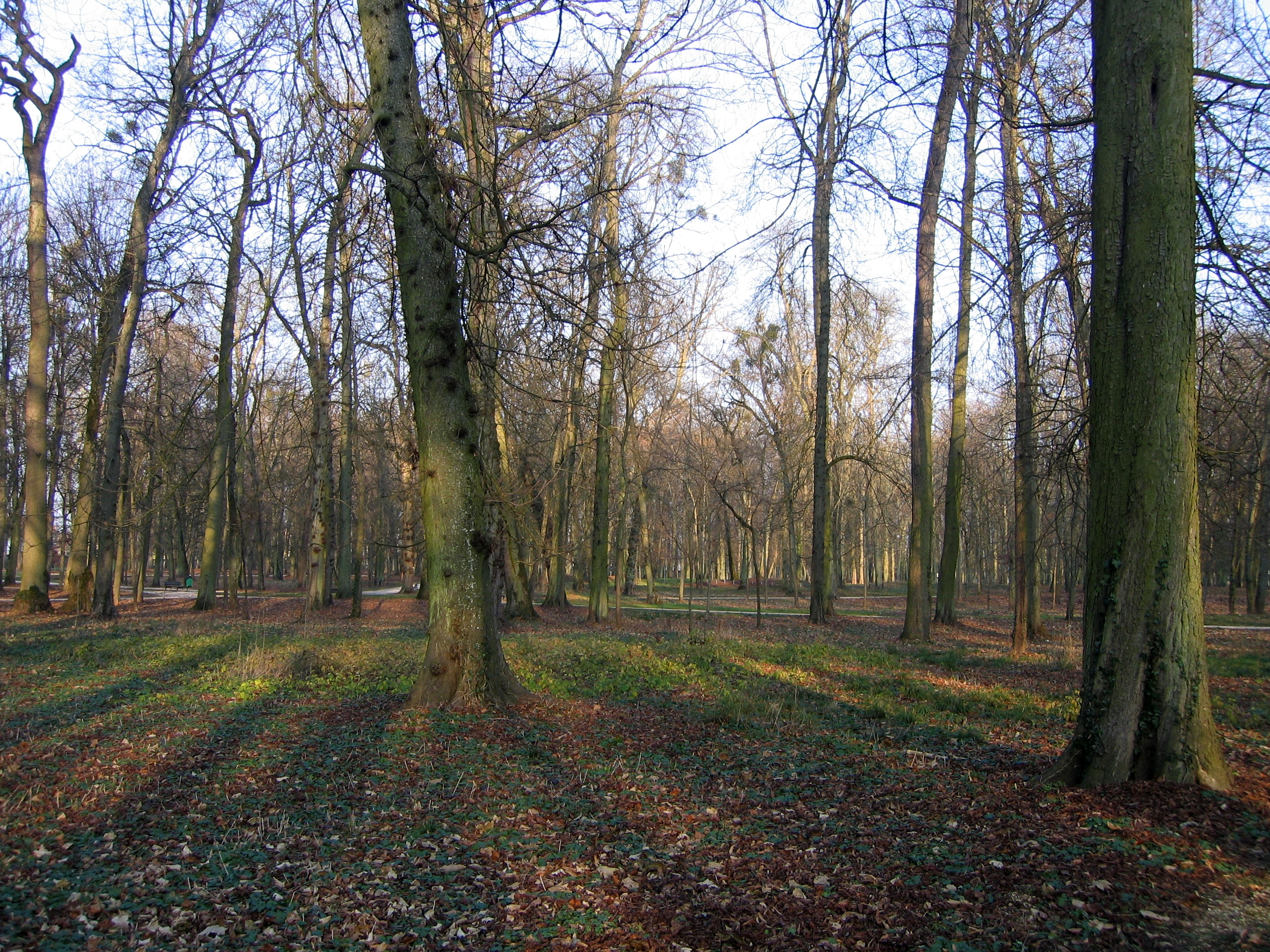
Partie boisée du parc
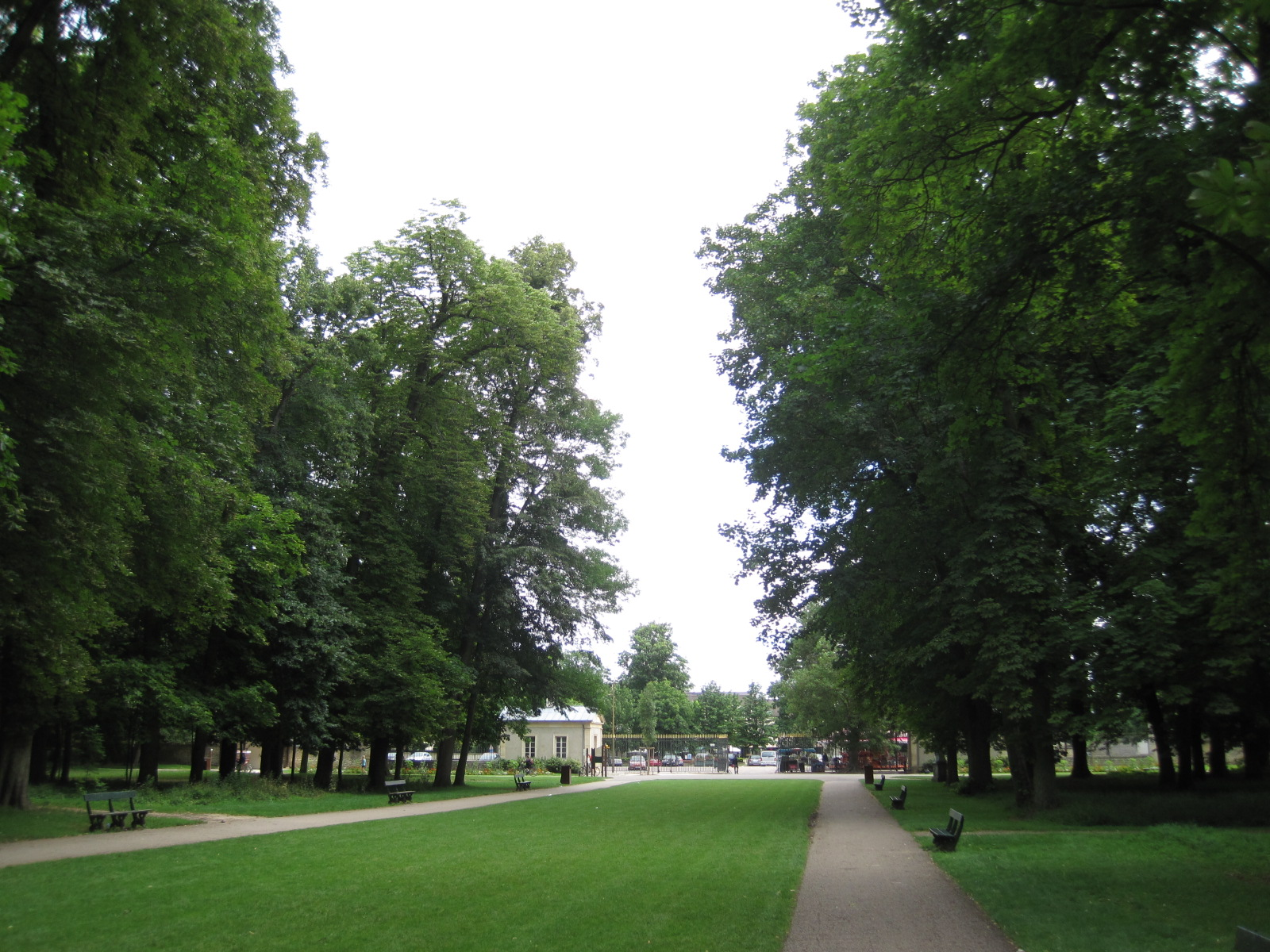
Allée principale
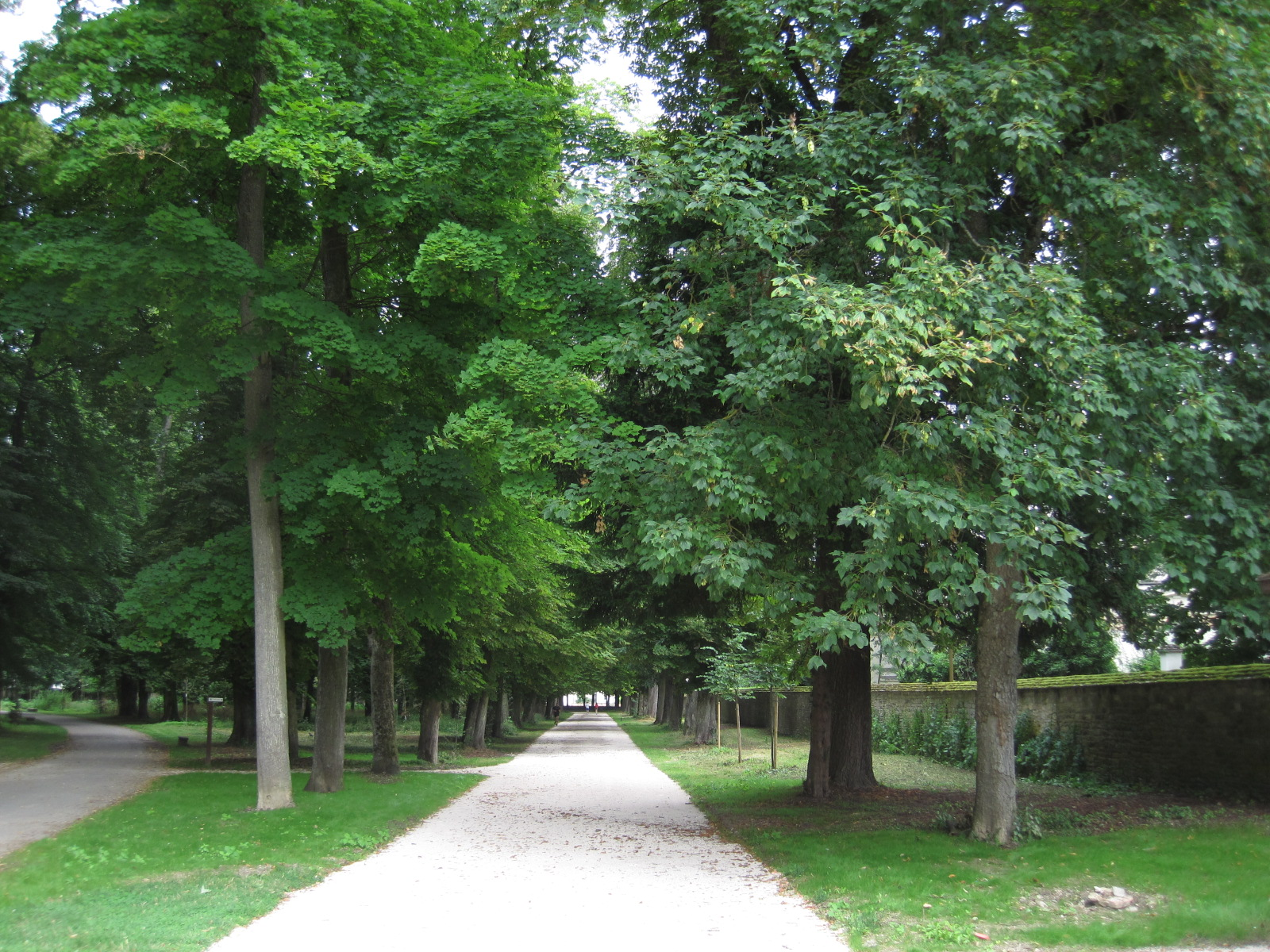
Une des allées secondaires
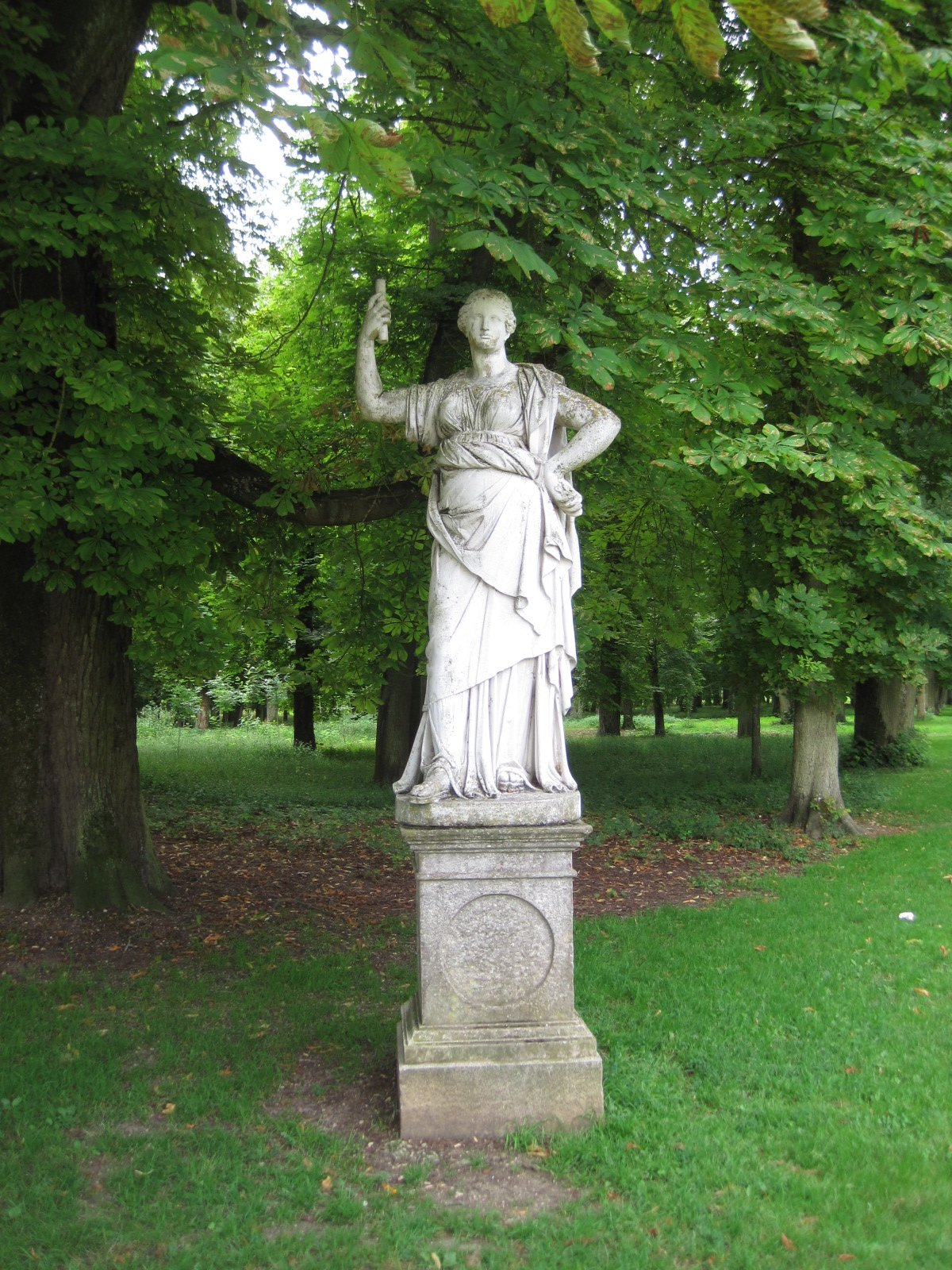
Statue située à l'entrée du parc
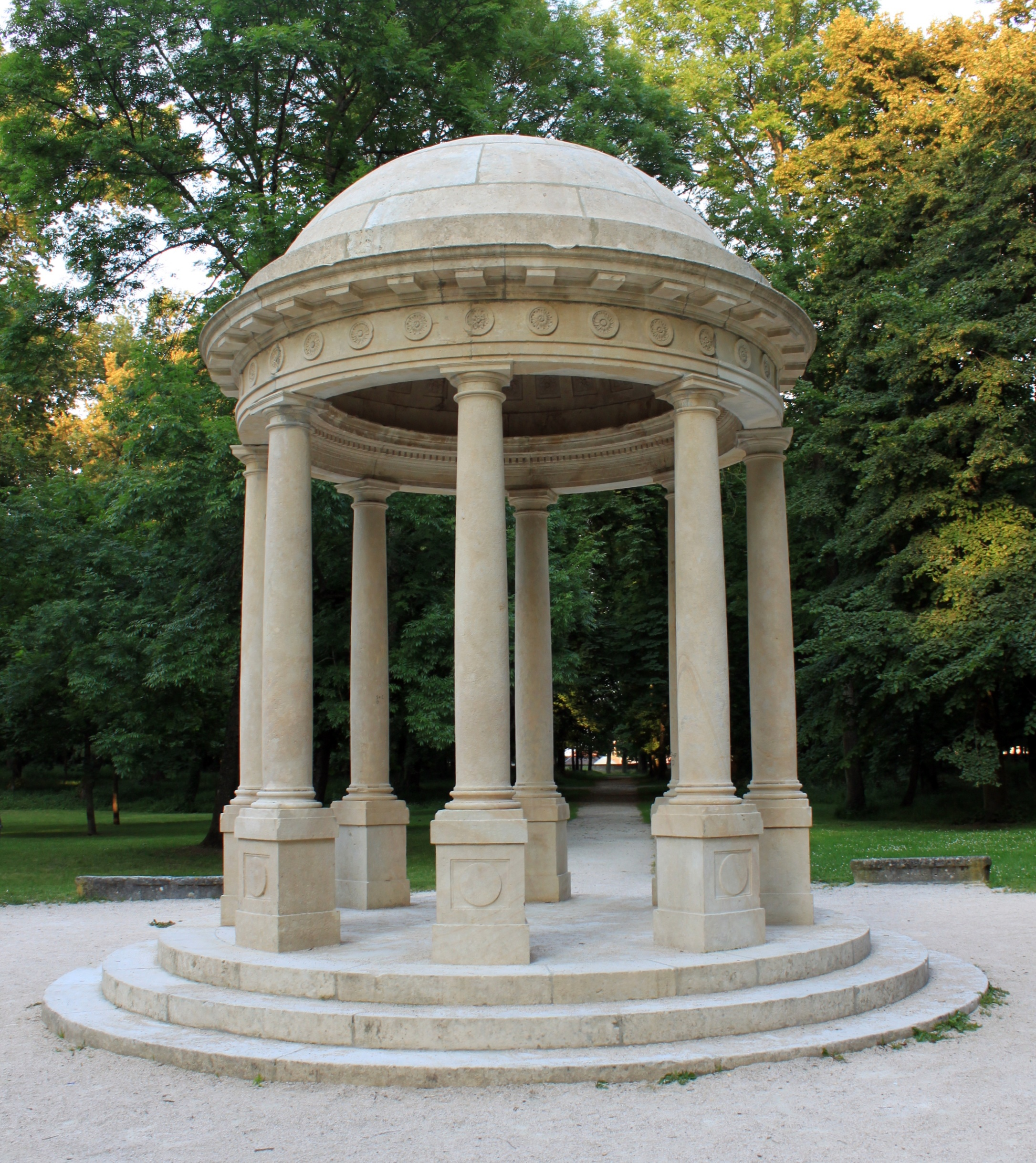
« Temple d'Amour »

À la Révolution française, le parc devient municipal et « indiscipliné ». En 1843 la grille et des pavillons de l'ancien octroi de la place Saint-Bernard sont transférés à l'entrée principale du parc, puis le « Temple d'Amour » du XVIIe siècle issu du Château de Bierre-lès-Semur en 1965.
Napoléon III et l'Impératrice Eugénie le visitent lors de leur visite à Dijon dans la matinée du 24 août 1860.
En 1970 sont créés au fond du parc une vaste pelouse avec des aires de jeux pour les enfants et des enclos pour élever des animaux de basse-cour ou d'ornement. 

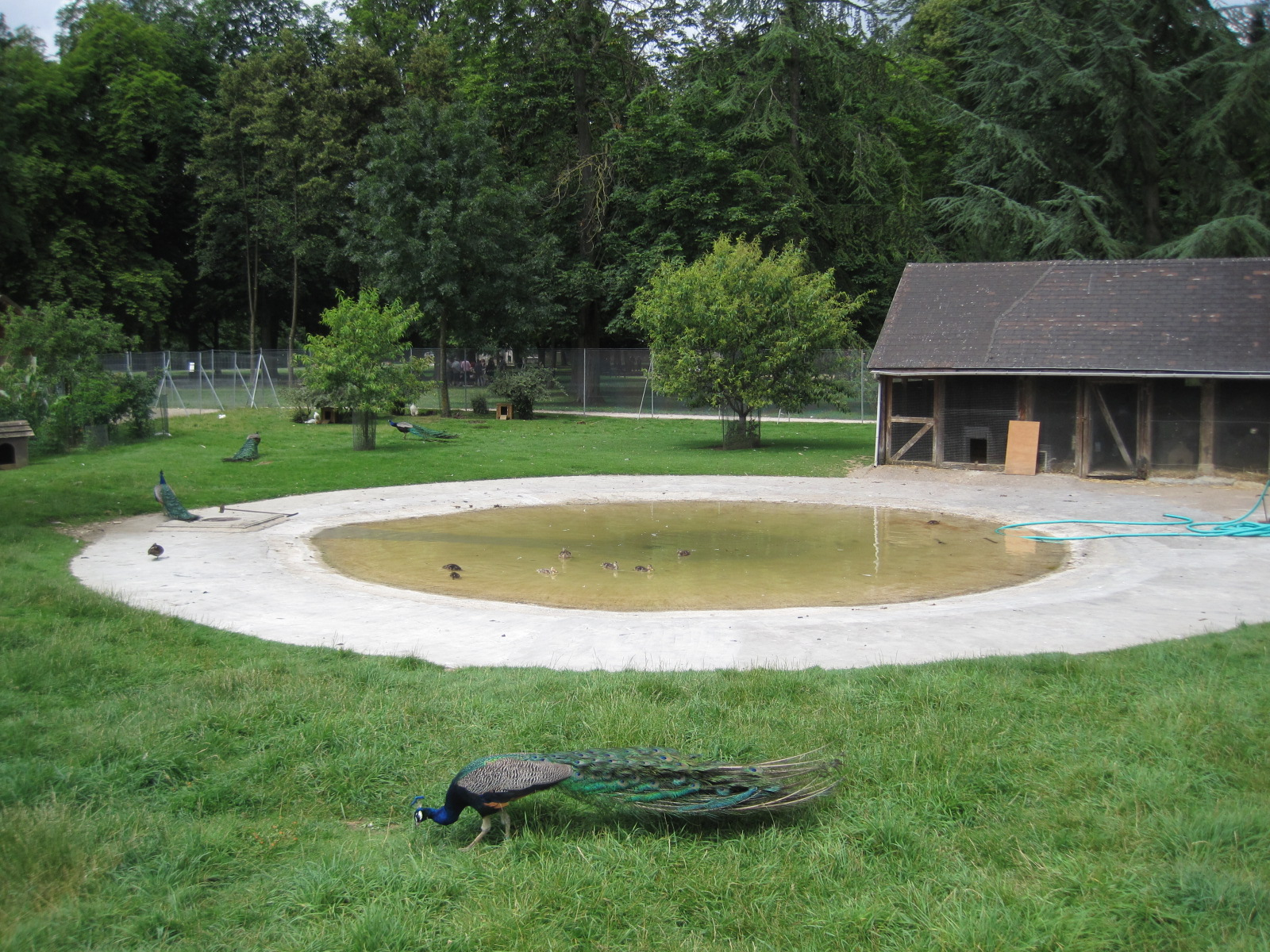
Animaux du parc
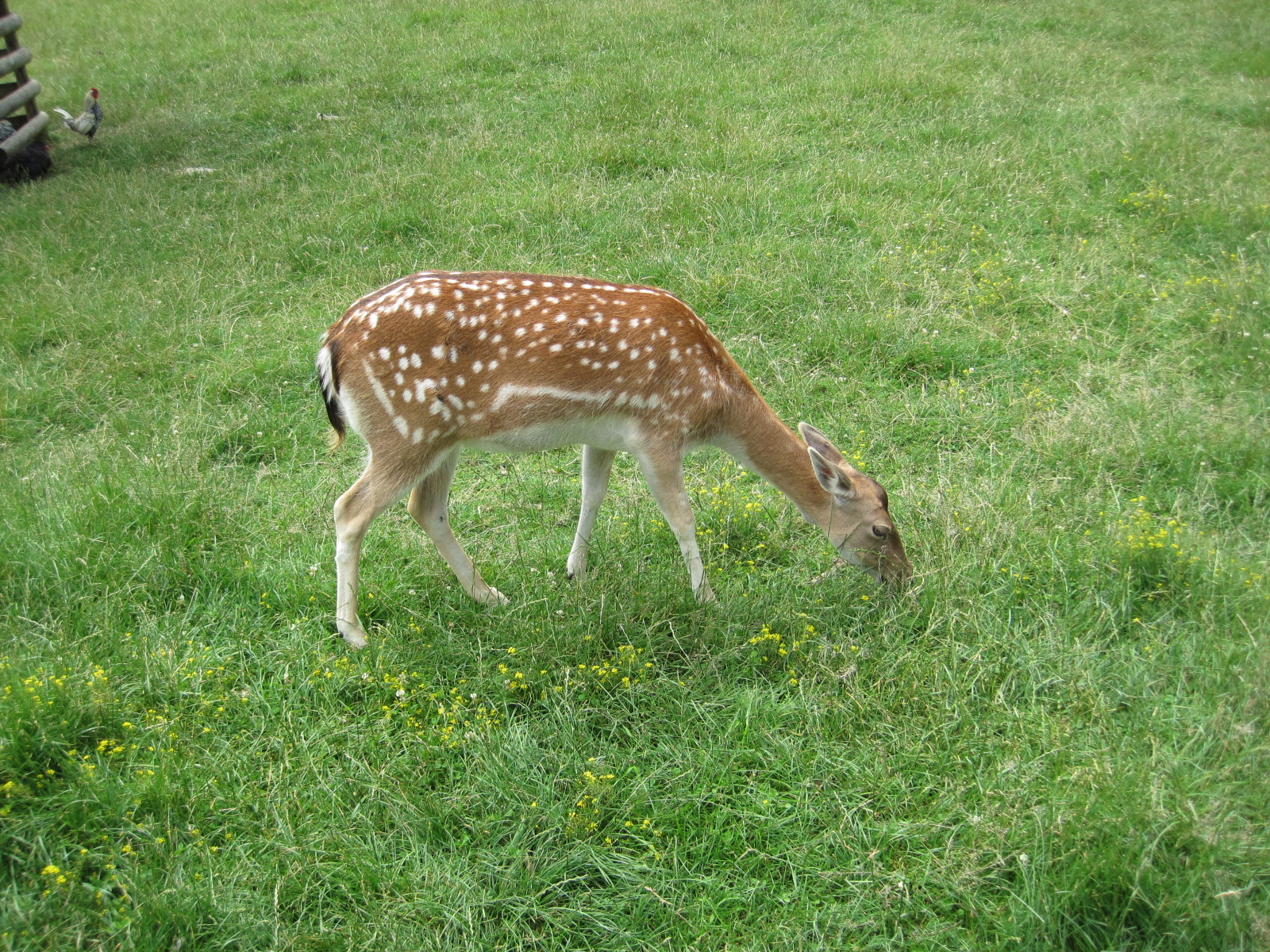
Animaux du parc
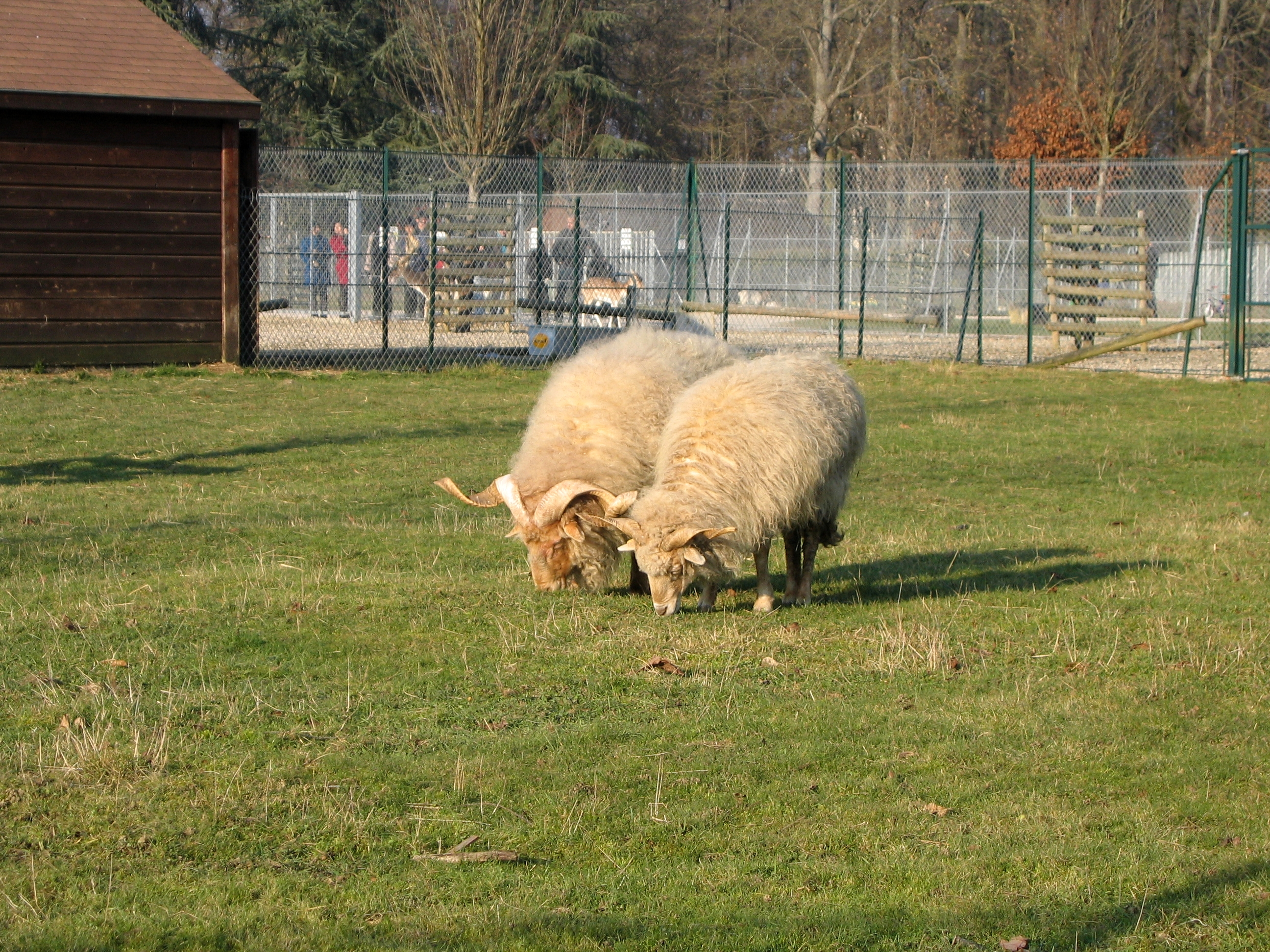
Animaux du parc
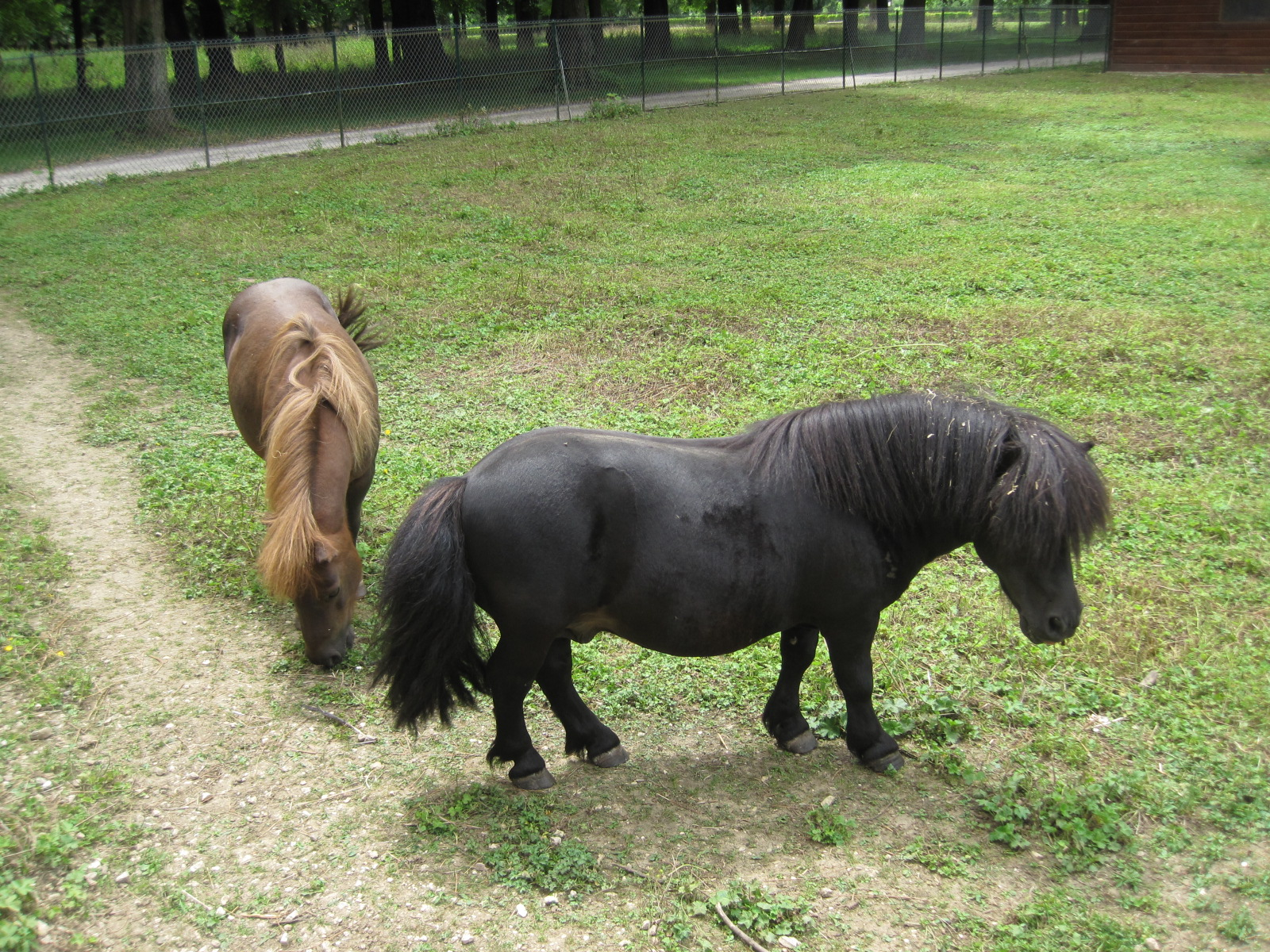
Animaux du parc

À ce jour le parc forestier (plus grand parc de Dijon) compte environ 6 000 arbres de plus de dix espèces différentes (dont environ 1 600 feuillus : tilleuls, marronniers, chênes, charmes, frênes, érables... et plus de cent conifères...), des pelouses, de nombreux massifs de fleurs... 

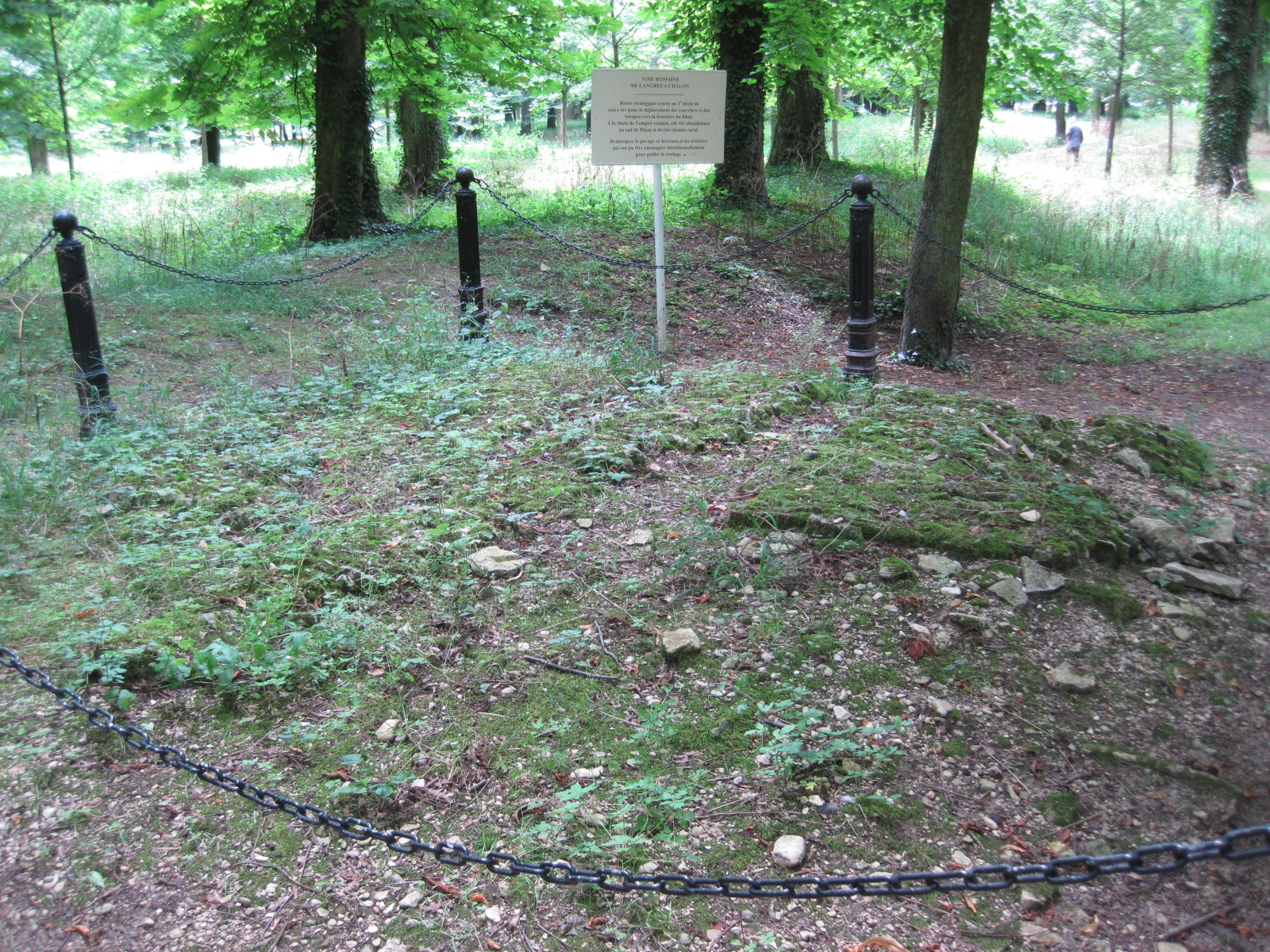
Vestiges du Ier siècle de la voie romaine Via Agrippa qui relie Langres à Chalon-sur-Saône.

### Archéologie gallo-romaine
- Vestiges du Ier siècle de la voie romaine Via Agrippa qui relie Langres à Chalon-sur-Saône.